# Manuel Mota (Musiker)
Manuel Mota (* 22. Oktober 1970 in Lissabon) ist ein portugiesischer Gitarrist, der auf dem Gebiet des Jazz, der
experimentellen und Improvisationsmusik aktiv ist.
Mota begann im Alter von fünfzehn Jahren Gitarre zu spielen. Er interessierte sich zunächst für Blues, bevor er sich Ende der 1980er Jahre der experimentellen Musik und dem Jazz zuwandte. Er experimentierte mit der präparierten Gitarre und spielte
minimalistische Drone Music unter dem Einfluss von Phil Niblock. 
Daneben studierte er Architektur und gründete Ende der 1990er Jahre das Label Headlights. 1995 erschien mit Environment Analysis Report das erste einer Reihe eigener Alben. Außerdem arbeitete er als Mitglied der Band Acção Total (mit Craig Flanagin, Margarida Garcia und Michelle Dorvilli) und trat mit Musikern wie Tetuzi Akiyama, Chris Corsano, Lukas Ligeti, Mattin, Donald Miller, Gino Robair und Ernesto Rodrigues auf.

## Diskographie
- Environment Analysis Report, 1995
- Rafael Toral: Chasing Sonic Booms, 1996
- I wish I’d never met you (mit Margarida Garcia), 1999
- Sei Miguel: Still Alive in Barrio Alto, 2000
- For Your protection Why Don’t You Just Paint Yourself Real Good Like An Indian (mit Margarida Garcia), 2001
- David Maranha: Noe’s Lullaby, 2002
- Leopardo, 2003
- Quartets, 2004
- Outubro, 2006
- Curia (mit Helena Espvall, Margarida Garcia, und David Maranha), 2007